# Breira
Breira (în arabă بريرة) este o comună din provincia Chlef, Algeria.
Populația comunei este de 13.200 locuitori (2008).